# Femtex 1
Femtex 1 er en dansk eksperimentalfilm fra 1995, der er instrueret af Mette Høxbro.

## Handling
Et tværsnit gennem den ordinære kvindes grå hverdag.